# Tetrarhanis souanke
Tetrarhanis souanke är en fjärilsart som beskrevs av Henry Stempffer 1962. Tetrarhanis souanke ingår i släktet Tetrarhanis och familjen juvelvingar. Inga underarter finns listade i Catalogue of Life.